# یواس‌اس پانوکو (آی‌دی-۱۵۳۳)
یواس‌اس پانوکو (آی‌دی-۱۵۳۳) (به انگلیسی: USS Panuco (ID-1533)) یک کشتی بود که طول آن ۳۵۱ فوت ۵ اینچ (۱۰۷٫۱۱ متر) بود. این کشتی در سال ۱۹۱۷ ساخته شد.